# Jaroslav Lentvorský
Jaroslav Lentvorský (* 7. července 1956) je bývalý slovenský a československý politik Strany slobody, po sametové revoluci poslanec Sněmovny národů Federálního shromáždění.

## Biografie
K roku 1990 je profesně uváděn jako vedoucí TOR Tesla Veľký Krtíš, bytem Veľký Krtíš. V lednu 1990 nastoupil jako poslanec za Stranu slobody v rámci procesu kooptací do Federálního shromáždění po sametové revoluci do slovenské části Sněmovny národů (volební obvod č. 123 - Veľký Krtíš, Středoslovenský kraj). Ve federálním parlamentu setrval do konce funkčního období, tedy do voleb roku 1990.
V komunálních volbách na Slovensku roku 2010 se mezi kandidáty do městského zastupitelstva v obci Modrý Kameň uvádí Jaroslav Lentvorský ve věku 54 let. Profesně uváděn jako státní zaměstnanec, bytem Modrý Kameň, člen Slovenské národní strany.